# بيزدان (نصروان)
بيزدان (بالفارسية: بیزدان) هي قرية تقع في إيران في البلدة المركزية. يقدر عدد سكانها بـ 92 نسمة بحسب إحصاء 2016.